# Oleg Kaluguin
Oleg Danílovitx Kaluguin, conegut també per la forma anglicitzada Oleg Kalugin (en rus Олег Данилович Калугин), nascut el 6 de setembre de 1934, és un ex general del Comitè de Seguretat de l'Estat Soviètic (KGB). Durant un llarg temps va ser el cap d'operacions del KGB als Estats Units (primerament actuant sota la façana de ser part del personal de l'ambaixada de l'URSS a Washington), per acabar per convertir-se en un tardà crític d'aquesta en altres temps poderosa agència d'intel·ligència. Des de 1995 viu als Estats Units i el 4 d'agost de 2003 es naturalitzà estatunidenc.